# 튜멘현
튜멘현(러시아어: Тюменская губерния)은 1918년부터 1923년까지 존재했던 러시아 소비에트 연방 사회주의 공화국의 현으로 현도는 튜멘이다. 1918년 4월에 신설되었으며 1923년 우랄 주에 합병되면서 폐지되었다.